# Guus Lutjens
Guus Lutjens (13 d'agost de 1884 - 25 d'abril de 1974) va ser un futbolista neerlandès que va disputar 14 partits amb la selecció holandesa entre 1905 i 1911, marcant cinc gols. Va jugar a futbol de club per a l'equip amateur HVV Den Haag.